# Xian de Xiao
Pour les articles homonymes, voir Xiao.
Le xian de Xiao (萧县 ; pinyin : Xiāo Xiàn) est un district administratif de la province de l'Anhui en Chine. Il est placé sous la juridiction de la ville-préfecture de Suzhou.

## Démographie
La population du district était de 1 258 191 habitants en 1999.